# Турбина
Турбината е ротационен двигател, който извлича енергия от флуиден поток. Във водноелектрическите централи се използват водни турбини, които се задвижват от налягането на водата, турбините задвижват генератори и така се генерира електрическа енергия. Вятърните турбини използват силата на вятъра, а парните – налягането на пара.
Обикновено турбините се състоят от едно или няколко лопаткови колела закрепени на общ вал. Между тях преминава движещата течност или газ. Кинетичната енергия на топлината или налягането на работния флуид се преобразуват в турбината на ротационно движение на нейния вал (ротор). На подобен принцип работят турбокомпресорът или турбопомпата. В този случай кинетичната енергия от вала на машината се използва за сгъстяване на газ или изпомпване на течност.
Турбините имат многостранно приложение. Особено важно е използването им в енергетиката, където турбините се използват преди всичко за задвижване на генератори на електрически ток. Например една от най-мощните водни електроцентрали в света е построена на река Парана, в Южна Америка, и притежава 18 турбини, които произвеждат 12 600 мегаватчаса електроенергия.
Турбините в някои специални типове водни електроцентрали могат да служат и като водни помпи (например Францисови турбини). Когато в електрическата мрежа има излишък на електроенергия, генераторите на такива централи се превключват в двигателен режим. Турбините се завъртат в обратна посока и водата се изпомпва обратно до язовира. По този начин язовирът служи като огромен кондензатор на „електричество“. В момент когато в електрическата мрежа има недостиг на електрическа енергия, генераторите отново се превключват в генераторен режим и водната електроцентрала подава до електрическата мрежа електричество, генерирано от акумулираната енергия на водата в язовира.
Най-новото направление при турбините използвани в хидроенергетиката е развитието на технологиите малка Руслова ВЕЦ, използващи най-иновативните Булб турбина. Те имат по-голям коефициент на полезно действие спрямо традиционните Капланова турбина.
Турбини се използват като задвижване също в големите плавателни съдове, големите железопътни машини или верижни транспортни средства (например танк M1 Abrams). Много важно е използването на турбините в задвижванията на турбовитловите самолети и хеликоптери, а също така турбините се използват в реактивните самолети.
Турбопомпи и турбокомпресори се използват също за принудително пълнене в модерните двигатели с вътрешно горене.

## Приложение на турбините
- Водна турбина
  - Францисова турбина
  - Пелтонова турбина
  - Пневматична турбина
  - Капланова турбина
  - Булб турбина
  - Турбина на Банки
  - Савониова турбина
  - Турбина на Тесла
  - Турбина на Турго
  - Турбина на Жирард
- Парна турбина
- Газова турбина
- Вятърна турбина
  - Турбина на Дариус
  - Савониова турбина
- Турбокомпресор

|  | Тази страница частично или изцяло представлява превод на страницата Turbína в Уикипедия на чешки. Оригиналният текст, както и този превод, са защитени от Лиценза „Криейтив Комънс – Признание – Споделяне на споделеното“, а за съдържание, създадено преди юни 2009 година – от Лиценза за свободна документация на ГНУ. Прегледайте историята на редакциите на оригиналната страница, както и на преводната страница, за да видите списъка на съавторите. ВАЖНО: Този шаблон се отнася единствено до авторските права върху съдържанието на статията. Добавянето му не отменя изискването да се посочват конкретни източници на твърденията, които да бъдат благонадеждни. |